# Wieke Dijkstra
Wieke Dijkstra (Amsterdam, 19 juni 1984) is een Nederlandse oud hockey-international, en speelde 123 interlands (10 doelpunten) voor de Nederlandse vrouwenploeg (peildatum 22 september 2012).
Dijkstra debuteerde voor Oranje op 20 juni 2003 in het zeslandentoernooi te Busan (Zuid-Korea) in de wedstrijd tegen Zuid-Afrika (0-3) De defensief ingestelde middenveldster van Laren, werd tijdens het Europees Kampioenschap 2007 te Manchester multi-functioneel in de verdedigingslinie ingezet. Op 22 augustus 2008 behaalde ze de gouden medaille op de Olympische Spelen van Peking.
In de Nederlandse Hoofdklasse komt Dijkstra sinds de zomer van 2003 uit voor Laren. Voorheen speelde ze bij Groningen, PW, EHV en SCHC.
In november 2011 maakte Dijkstra definitief een einde aan haar interlandcarrière na de mededeling van de Argentijnse trainer Max Caldas dat hij haar vooralsnog niet mee zou nemen naar Alicante als voorbereiding op Londen 2012.
Naast haar hockeycarrière behaalde Dijkstra een Bachelor in de Bestuur- en organisatiewetenschap aan de Universiteit Utrecht en is zij afgestudeerd in haar Master op het gebied van Strategisch Human Resource Management.

## Erelijst

### OS
- Olympische Spelen 2008 te Peking (Chn)

### WK
- WK hockey 2006 te Madrid (Spa)
- WK hockey 2010 te Rosario (Arg)

### EK
- EK hockey 2009 te Amsterdam (Nld)
- EK hockey 2007 te Manchester (GBr)

### Champions Trophy
- Champions Trophy 2011 te Amsterdam (Nld)
- Champions Trophy 2007 te Quilmes (Arg)
- Champions Trophy 2010 te Nottingham (GBr)
- Champions Trophy 2009 te Sydney (Aus)
- Champions Trophy 2008 te Mönchengladbach (Dui)
- Champions Trophy 2006 te Amsterdam (Nld)
- Champions Trophy 2003 te Sydney (Aus)

Marilyn Agliotti · 
Naomi van As · 
Minke Booij · 
Wieke Dijkstra · 
Miek van Geenhuizen · 
Maartje Goderie · 
Eva de Goede · 
Ellen Hoog · 
Fatima Moreira de Melo · 
Eefke Mulder · 
Maartje Paumen · 
Sophie Polkamp · 
Lisanne de Roever · 
Janneke Schopman · 
Minke Smabers · 
Lidewij Welten ·
Coach: Marc Lammers